# 贾尼科伦塞
贾尼科伦塞（Q. XII Gianicolense，[dʒanikoˈlɛnse]）是意大利罗马的第 12新城分区（quartieri），由首字母Q. XII标识。它的名字取自贾尼科洛山，该山位于附近的特拉斯提弗列区。
该区北与奥雷里奥区 (Q. XIII) 和老城的 特拉斯提弗列 区接壤，与后者的边界为圣庞加爵门和波特塞门之间的城墙。

## 名胜
- 圣庞加爵圣殿
- 和平之后堂
- 多利亚潘菲利别墅。
- 巴尔迪尼别墅